# Wrzeszczyna (przystanek kolejowy)
Wrzeszczyna – przystanek kolejowy w Wrzeszczynie na linii kolejowej nr 206, w województwie wielkopolskim.